# 蒙古百灵
蒙古百灵（学名：Melanocorypha mongolica），是百灵科百灵属的一种，是全面迁徙的候鸟，分布于俄罗斯、中国大陆和蒙古国。该物种的保护状况被评为无危。
蒙古百灵的平均体重约为54.2克。栖息地包括温带草原、亚热带或热带的（低地）干草原和亚热带或热带的（低地）季节性湿润草原。该物种的模式产地在西伯利亚鄂嫩河和额尔古纳河两河间。
种名mongolica意为蒙古的。

## 亚种
- 蒙古百灵青海亚种（学名：Melanocorypha mongolica emancipata）。在中国大陆，分布于青海、甘肃等地。该物种的模式产地在青海西宁。[3]
- 蒙古百灵指名亚种（学名：Melanocorypha mongolica mongolica）。在中国大陆，分布于内蒙古、陕西、河北等地。该物种的模式产地在西伯利亚Onon和Argun两河间。[4]